# Ernst Rode
Ernst August Rode (Wüstewaltersdorf, 9 augustus 1894 - Göttingen, 12 september 1955) was een Duitse officier en SS-Brigadeführer en Generalmajor in de Waffen-SS en politie tijdens de Tweede Wereldoorlog.

## Leven
Op 9 augustus 1894 werd Ernst Rode in Wüstewaltersdorf geboren. Hij behaalde zijn einddiploma van de middelbare school. Daarna ging hij naar Maagdenburg, waar hij in de leer ging als textielhandelaar. En van 1911 tot augustus 1914 werkte Rode bij het handelshuis Peter Georg Palis.

### Eerste Wereldoorlog
Kort na het uitbreken van de Eerste Wereldoorlog meldde Rode zich als vrijwilliger bij het Deutsches Heer. Hij werd als Kanonier in het 1. Ersatz Abt/Magdeburgische Feld Art Rgt Prinz Regent Luipold von Bayern Nr 4 geplaatst. Op 1 maart 1915 werd hij bevorderd tot Gefreiter. Rode verliet op 21 december 1918 het Deutsche Heer als Reserve Offizier-Anwärter (vrije vertaling: militair reserve kandidaat officier) in de dienstgraad van een Vizewachtmeister der Reserve.

### Interbellum
Van 21 januari 1919 tot 25 juli 1919 behoorde hij tot het vrijkorps Leib-Kürassier-Regiment „Großer Kurfürst“ (Schlesisches) Nr. 1. Daarna vervolgde hij zijn opleiding tot textielhandelaar bij het handelshuis Peter Georg Palis, maar begin juni 1920 ging hij naar de Schutzpolizei, die hem aannam als Polizeiwachtmeister. Hier begon hij aan een zijn officierscarrière, en ging van 15 januari 1924 tot 9 augustus 1924 naar de politieschool Eiche. Hierna werd Rode toegewezen aan de sportschool Görlitz. Van 1 december 1924 tot 31 maart 1926 werkte hij bij de Schutzpolizei Liegnitz, waar hij op 1 december 1924 werd bevorderd tot Polizeileutnant. Hierna volgde zijn overplaatsing naar de Schutzpolizei Berlin-Schöneberg. En werd daar als plaatsvervangend Hundertschaftsführer (vergelijkbaar met een pelotonscommandant). Op 12 april 1930 trouwde Rode met Barbara Kammel (geboren 12 december 1900 in Waldenburg). Het echtpaar kreeg twee zonen en een dochter.

### Tweede Wereldoorlog
Na het uitbreken van de Tweede Wereldoorlog werd Rode in september 1939 benoemd tot leider van de politiesectie bij het Armeeoberkommando 4 (opperbevel van het 4e Leger). Zijn taak in deze functie in Chojnice was om met hulp van de Poolse politie het politieke toezicht op de Poolse bevolking te organiseren. Er was echter ruzie met het hoofd van het burgerlijk bestuur (CdZ) bij het commando van de Duitse strijdkrachten, SS-Obersturmbannführer Walter Hammer, zodat hij deze taak niet kon voltooien. In december 1939 werd Rode tot commandant van een bataljon Sicherheitspolizei (Sipo) in Bromberg benoemd. Hij werd ook ingezet in Białystok, maar hij zei er niets over tijdens de Processen van Neurenberg.
Van 21 april 1940 tot 31 augustus 1940 was Rode Erster Generalstabsoffizier (Ia) (1e Generale Stafofficier) bij de bevelhebber van de Ordnungspolizei (BdO) in Noorwegen. Eind augustus 1940 werd hij benoemd tot plaatsvervangend commandant van het politieregiment "Mähren". Van 6 februari 1941 tot 22 mei 1941 was Rode commandant van het politiebataljon 315, waar hij het bataljon van april tot mei 1941 leidde in het pas bezette Joegoslavië.
Op 16 mei 1941 werd Rode ingezet als 4e Generale Stafofficier (Id: verantwoordelijk voor opleiding en organisatie), en als plaatsvervanger voor de 1e Generale Stafofficier (Ia) in de Kommandostab Reichsführer-SS in het hoofdkwartier voor partizanen bestrijding. Het bureau heette officieel de Offiziersstab des Reichsführers SS. Op 1 juli 1941 werd Rode lid van de Schutzstaffel (SS) en kreeg de rang van een SS-Sturmbannführer (majoor). Hierna volgde zijn benoeming tot Ia van de Kommandostab Reichsführer-SS op 9 augustus 1941. Op 30 januari 1942 werd Rode bevorderd tot SS-Obersturmbannführer (luitenant-kolonel) en Oberstleutnant der Schutzpolizei. Na zijn bevorderingen werd hij op 9 november 1942 benoemd tot stafchef van de Kommandostab Reichsführer-SS, hij diende tot 1 augustus 1944 in deze functie. Met deze benoeming werd Rode nog dezelfde dag bevorderd tot SS-Standartenführer in de Waffen-SS (kolonel). Met terugwerkende kracht vanaf 1 oktober 1942 had hij zijn bevordering tot Oberst der Schutzpolizei gekregen.
Van 21 juli 1944 tot 10 november 1944 voerde Rode het commando over de Lettische SS-Freiwilligen Brigade. Hierna werkte hij als verbindingsofficier van de Waffen-SS in de Generale Staf van het Heer. Op 24 december 1943 kreeg Rode zijn bevordering tot SS-Oberführer der Waffen-SS. Na zijn bevordering, werd Rode benoemd tot stafchef van de Chef der Bandenkampfverbände (BKV), die tegen de partizanen streed. Hiermee was hij meteen onder het commando van Erich von dem Bach-Zelewski gesteld. Zijn bevordering tot SS-Brigadeführer en Generalmajor der polizei volgde met terugwerkende kracht vanaf 21 juni 1944. Op die datum werd ook zijn bevordering tot Generalmajor der Schutzpolizei vastgesteld. In de zomer van 1944 werd de SS-Standartenführer Heinz Lammerding benoemd tot opvolger van Rode als stafchef van Bach-Zelewski, waarbij Lammerding het commando als chef van het Kommandostab Reichsführer-SS bijhield.
Opstand van Warschau
Als lid van de Poolse delegatie bij het Internationale Militaire Tribunaal (IMG) in Neurenberg ondervroeg de Poolse openbare aanklager Jerzy Sawicki Rode over de Opstand van Warschau. Rode verklaarde dat hij al in juli 1944 op de hoogte was gebracht van de voorbereidingen voor een opstand in Warschau uit informatierapporten van SS-Gruppenführer Wilhelm Koppe. De leider Tadeusz Bór-Komorowski werd ook in de informatierapporten genoemd. Twee weken voor het begin van de opstand kondigden de rapporten ook het begin van de opstand aan. Op 6 of 7 augustus 1944 belde Heinrich Himmler Rode vanwege de afstand vanuit Großgarten, en vroeg hem naar politie eenheden die nog in Warschau ingezet konden worden. Rode berichtte dat er begin augustus een conferentie met Himmler had plaatsgevonden in Posen over de opstand in Warschau. Himmler gaf de gouwleider van het rijksgouw Wartheland Arthur Greiser het bevel om de politiestrijdkrachten vanuit Posen onder bevel van Heinz Reinefarth naar Warschau te sturen.
Rode verklaarde dat hij een handgeschreven kopie in potlood in zijn handen had gehad, met het bevel van Hitler om Warschau volledig te vernietigen en met de grond gelijk te maken. Dit bevel was via Himmler doorgegeven aan de SS-Sturmbrigade Dirlewanger. Rode verklaarde dat hij met Bach-Zelewski tevergeefs hadden geprobeerd Heinz Guderian, chef van de generale staf van het Heer, ertoe te verzoeken het bevel niet uit te voeren. Om deze reden stelde Bach-Zelewski zichzelf ook onder het bevel van Guderian, zodat Guderian verantwoordelijk zou zijn voor de uitvoering van het bevel. De generaals Nikolaus von Vormann en Smilo von Lüttwitz zouden als opperbevelhebbers van het 9e Leger na Guderian het bevel over Bach-Zelewski hebben gehad. Rode beschuldigde hen ook van medeplichtigheid aan de vernietiging van Warschau. Ten slotte bevestigde Rode de verklaring dat tijdens de Opstand van Warschau geüniformeerde partizanen werden doodgeschoten door Duitse eenheden nadat ze de strijd hadden opgegeven.

## Na de oorlog
Over het verdere verloop van zijn leven is niets bekend. Op 12 september 1955 stierf Rode in Göttingen.

## Carrière
Rode bekleedde verschillende rangen in zowel de Allgemeine-SS als Waffen-SS. De volgende tabel laat zien dat de bevorderingen niet synchroon liepen.
| Datum                                                                         | Deutsche Heer                                            | Schutzpolizei                    | Allgemeine-SS          | Waffen-SS                            |
| ----------------------------------------------------------------------------- | -------------------------------------------------------- | -------------------------------- | ---------------------- | ------------------------------------ |
| 6 augustus 1914                                                               | Kriegsfreiwilliger                                       | —                                | —                      | —                                    |
| 6 augustus 1914 - 10 augustus 1914                                            | Kanonier                                                 | —                                | —                      | —                                    |
| 1 maart 1915                                                                  | Gefreiter                                                | —                                | —                      | —                                    |
| 21 december 1918                                                              | Vizewachtmeister d. Reserve u. Reserve Offizier-Anwärter | —                                | —                      | —                                    |
| 1 juni 1920                                                                   | —                                                        | Polizeiwachtmeister              | —                      | —                                    |
| 1 december 1924 (met ingang van 1 december 1924)                              | —                                                        | Polizeileutnant                  | —                      | —                                    |
| 4 april 1924 (met ingang van 1 april 1928 en DA van 4 april 1928)             | —                                                        | Polizeioberleutnant              | —                      | —                                    |
| 9 november 1934 (met ingang van 1 oktober 1934)                               | —                                                        | Hauptmann der Schutzpolizei      | —                      | —                                    |
| 1 september 1938 (met RDA van 9 november 1937)                                | —                                                        | Major der Schutzpolizei          | —                      | —                                    |
| 1 juli 1941                                                                   | —                                                        | —                                | SS-Mann                | —                                    |
| 1 juli 1941                                                                   | —                                                        | —                                | SS-Sturmbannführer     | —                                    |
| 30 januari 1942 (met ingang van 1 april 1942 en RDA van 30 januari 1942)      | —                                                        | Oberstleutnant der Schutzpolizei | —                      | —                                    |
| 30 januari 1942                                                               | —                                                        | —                                | SS-Obersturmbannführer | —                                    |
| 1 april 1942 (met ingang vanaf 30 januari 1942)                               | —                                                        | —                                | —                      | SS-Obersturmbannführer der Waffen-SS |
| 26 november 1942 (met ingang van 9 november 1942)                             | —                                                        | —                                | —                      | SS-Standartenführer der Waffen-SS    |
| 24 februari 1943 (met ingang vanaf 1 oktober 1942 en RDA van 9 november 1942) | —                                                        | Oberst der Schutzpolizei         | —                      | —                                    |
| 24 december 1943 (met ingang van 9 november 1943)                             | —                                                        | —                                | —                      | SS-Oberführer der Waffen-SS          |
| 23 mei 1944 (met ingang van 21 juni 1944)                                     | —                                                        | —                                | SS-Brigadeführer       | Generalmajor der Waffen-SS           |
| 3 augustus 1944 (met ingang van en RDA van 21 juni 1944)                      | —                                                        | Generalmajor der polizei         | —                      | —                                    |

## Lidmaatschapsnummers
- NSDAP-nr.: 1 9 37 929[11][14] (lid geworden 1 mei 1933[1][3])
- SS-nr.: 401 399[11][14] (lid geworden 1 juli 1941[1])

## Onderscheidingen
Selectie:
- Duitse Kruis in zilver op 20 februari 1945 als Chef van de Kommandostab Reichsführer-SS en SS-Brigadeführer en Generalmajor der polizei en Waffen-SS[15][2]
- IJzeren Kruis 1914, 1e Klasse[11][14][2] (6 mei 1919[15]) en 2e Klasse[11][14][2] (26 juni 1917[15])
- Herhalingsgesp bij IJzeren Kruis 1939, 1e Klasse[14] (25 september 1943[1][15][2]) en 2e Klasse[14] (24 augustus 1943[1][15][2])
- Kruis voor Oorlogsverdienste, 1e Klasse[14] (30 januari 1942[1][15][2]) en 2e Klasse[11][14] (20 april 1941[1][15][2]) met Zwaarden
- Dienstonderscheiding van de Politie, 1e Klasse (25 dienstjaren)[1][2] op 25 juli 1940[15]
- Erekruis voor Frontstrijders in de Wereldoorlog[11][14] op 8 december 1934[1][15][2]
- Gewondeninsigne 1918[2] in zwart[1][11][14] op 25 juni 1918[15]